# Mario Tiddia
Mario Tiddia (Sarroch, 5 maggio 1936 – Sarroch, 5 agosto 2009) è stato un calciatore e allenatore di calcio italiano, di ruolo difensore.
Ha legato la sua carriera al Cagliari, di cui divenne un simbolo sia da giocatore sia da allenatore.

## Biografia
Cugino dell'arcivescovo Pier Giuliano Tiddia, era soprannominato "Cincinnato" per il fatto di alternare l'attività di allenatore a quella di agricoltore.
Da tempo malato, morì nella sua città natale il 5 agosto 2009. A lui è intitolato lo stadio comunale di Sarroch.

## Carriera

### Giocatore
Da giocatore, dopo gli inizi nell'Olbia, rimase al Cagliari per oltre un decennio: attraversò il periodo della retrocessione in Serie C nella stagione 1959-1960 e quello della prima promozione in Serie A dei sardi nel 1963-1964, della quale fu uno degli artefici, fino al sesto posto in Serie A nella stagione successiva. In carriera ha totalizzato complessivamente 58 presenze in Serie A e 98 in Serie B.
Con i cagliaritani Tiddia ebbe anche una esperienza nel campionato nordamericano organizzato nel 1967 dalla United Soccer Association e riconosciuto dalla FIFA, in cui i sardi giocarono nelle vesti del Chicago Mustangs, ottenendo il terzo posto nella Western Division.

### Allenatore
Dopo essere stato per diversi anni viceallenatore del Cagliari, guidò in momenti diversi la squadra rossoblù, sia in esperienze poco brillanti come la retrocessione in Serie B della stagione 1975-1976, sia rendendosi protagonista del ritorno nella massima serie nel 1979. In Serie A ottenne un nono e un sesto posto, quest'ultimo nella stagione 1980-1981.
Oltre al Cagliari allenò anche il Pescara in B e la Torres in Serie C2. Nel 1983 fu richiamato dal Cagliari, appena retrocesso in serie cadetta, ma fallì la promozione. Nel 1987-1988 tornò nuovamente sulla panchina dei rossoblù, nel frattempo finiti in Serie C1, subentrando a stagione in corso e ottenendo la salvezza. Riuscì nell'impresa di salvare il La Palma, la seconda squadra della città cagliaritana, nella sua unica stagione in C2. Dopo un'ultima esperienza in Serie D con il Grosseto, chiuse la carriera di allenatore.

## Riconoscimenti
Il Cagliari lo ha inserito nella sua Hall of Fame.

## Palmarès

### Giocatore
- Campionato italiano Serie C: 1

Cagliari: 1961-1962 (girone B)